# Kolcogłowy Polski
W Polsce stwierdzono ponad 30 gatunków kolcogłowów (Acanthocephala). Część gatunków znana z pojedynczych znalezisk.

## Kolcogłowy (Acanthocephala)

### Eoacanthocephala Van Cleve, 1936
Rodzina Neoacanthorhynchidae
- Neoechinorhynchus rutili (O. F. Muller, 1780)

### Palaeacanthocephala Meyer, 1931
Rodzina Paracanthocephalidae
- Paracanthocephalus gracilacanthus (Meyer, 1932)

Rodzina Echinorhynchidae
- Acanthocephalus anguillae (O. F. Muller, 1780)
- Acanthocephalus clavula (Dujardin, 1845)
- Acanthocephalus falcatus (Frolich, 1789)
- Acanthocephalus lucii (O. F. Muller, 1776)
- Acanthocephalus ranae (Schrank, 1788)
- Echinorhynchus (Echinorhynchus) gadi Zoega in O. F. Muller, 1776
- Echinorhynchus (Metechinorhynchus) salmonis O. F. Muller, 1776
- Echinorhynchus (Metechinorhynchus) truttae Schrank, 1788
- Echinorhynchus (Pseudoechinorhynchus) borealis Linstow, 1901

Rodzina Pomphorhynchidae
- Pomphorhynchus kostylewi Petrotschenko, 1956
- Pomphorhynchus laevis Zoega in O. F. Muller, 1776)
- Pomphorhynchus tereticollia (Rudolphi, 1809)

Rodzina Polymorphidae
- Corynosoma pyriforme (Bremser, 1824)
- Corynosoma semerme (Forssell, 1904)
- Corynosoma strumosum (Rudolphi, 1802)
- Polymorphus contortus (Bremser, 1924)
- Polymorphus diploinflatus Lundstrom, 1942
- Polymorphus magnus Skrjabin, 1913
- Polymorphus minutus (Goeze, 1782)
- Filicollis anatis (Schrank, 1788)
- Prosthorhynchus cylindraceus (Goeze, 1782)

Rodzina Centrorhynchidae
- Centrorhynchus aluconis (O. F. Muller, 1780)
- Centrorhynchus buteonis (Schrank, 1788)
- Sphserirostris lancea (Westrumb, 1821)

### Archiacanthocephala
Rodzina Oligacanthorhynchidae
- Macracanthorhynchus hirudinaceus (Pallas, 1781)
- Nephridiacanthus major (Bremser, 1811)

Rodzina Moniliformidae
- Moniliformis moniliformis (Bremser, 1811)

Rodzina Gigantorhynchidae
- Mediorhynchus micracanthus (Rudolphi, 1819)

Rodzina Apororhynchidae
- Apororhynchus silesiacus Okulewicz et Maruszewski, 1980